# Labradorita
La labradorita o espectrolita es un mineral del grupo de los silicatos, subgrupo tectosilicatos y dentro de ellas pertenece a los feldespatos denominados plagioclasas. Es un aluminosilicato de sodio y calcio. El sinónimo de espectrolita se refiere a la iridiscencia espectral que es típica de este mineral. Sinónimos poco usados en español son: carnatita, mauilita, radauita y silicita.
Es un miembro intermedio de la serie de solución sólida de las plagioclasas, cuyos extremos son la albita (plagioclasa de sodio) y la anortita (plagioclasa de calcio). Por ello, a veces es considerada como una variedad de la anortita.
La labradorita lleva el nombre de su primera ubicación, la península del Labrador (Canadá).  En su costa lo descubrió en 1770 el misionero checo el padre Adolf. Fue descrita por primera vez en 1896 en el libro de Edelsteinkunde (Gemología) de Max Bauer.

## Hábito
La labradorita es verdaderamente un mineral bello y fascinante. En apariencia feo, su encanto está comprobado cuando lo giramos para observarlo desde la posición adecuada hasta que destella su brillante iridiscencia —lo que algunos denominan labradorescencia por ser tan típica suya—. Presenta en estos brillos un rango de colores desde el azul al violeta, a veces con verdes, amarillos o naranjas, según la variedad, incluso algunos raros especímenes muestran todos estos colores simultáneamente.
Presenta maclas con frecuencia, produciendo los cristales maclados un efecto de capas finas apiladas.
Aparece en forma de cristales bien formados, alargados o de hábito tubular, implantados o maclados: son muy frecuentes las maclas de tipo polisintético fácilmente reconocibles gracias a la presencia de finas estriaciones, que se rigen por las leyes de la albita y de la periclina, lo que las diferencia de los feldespatos potásicos como la ortosa.

## Ambiente de formación
Se forma en la cristalización de rocas ígneas y en rocas metamórficas. Es muy común que aparezca labradoria en los gabros y en otras rocas ígneas máficas, ya que la norma general es que las plagioclasas sean tanto más cálcicas cuanto más básica sea la roca que las contiene. Es el principal componente de la roca anortosita.
Por su ambiente de formación, los minerales a los que normalmente aparece asociada son biotita, piroxeno y hornblenda.

## Localización, extracción y uso
Se han encontrado notables yacimientos en Labrador (Canadá), donde fue descrita, así como en la península Escandinava.
Aparte del interés coleccionístico, la labradorita posee aplicaciones industriales para fabricar cerámicas, materiales refractarios y esmaltes, así como también se emplea cortada en losas grandes en la construcción de edificaciones como revestimiento ornamental de las paredes.
Algunas labradoritas pueden ser trabajadas en joyería mediante pulido para la elaboración de collares y anillos.

## Galería de imágenes

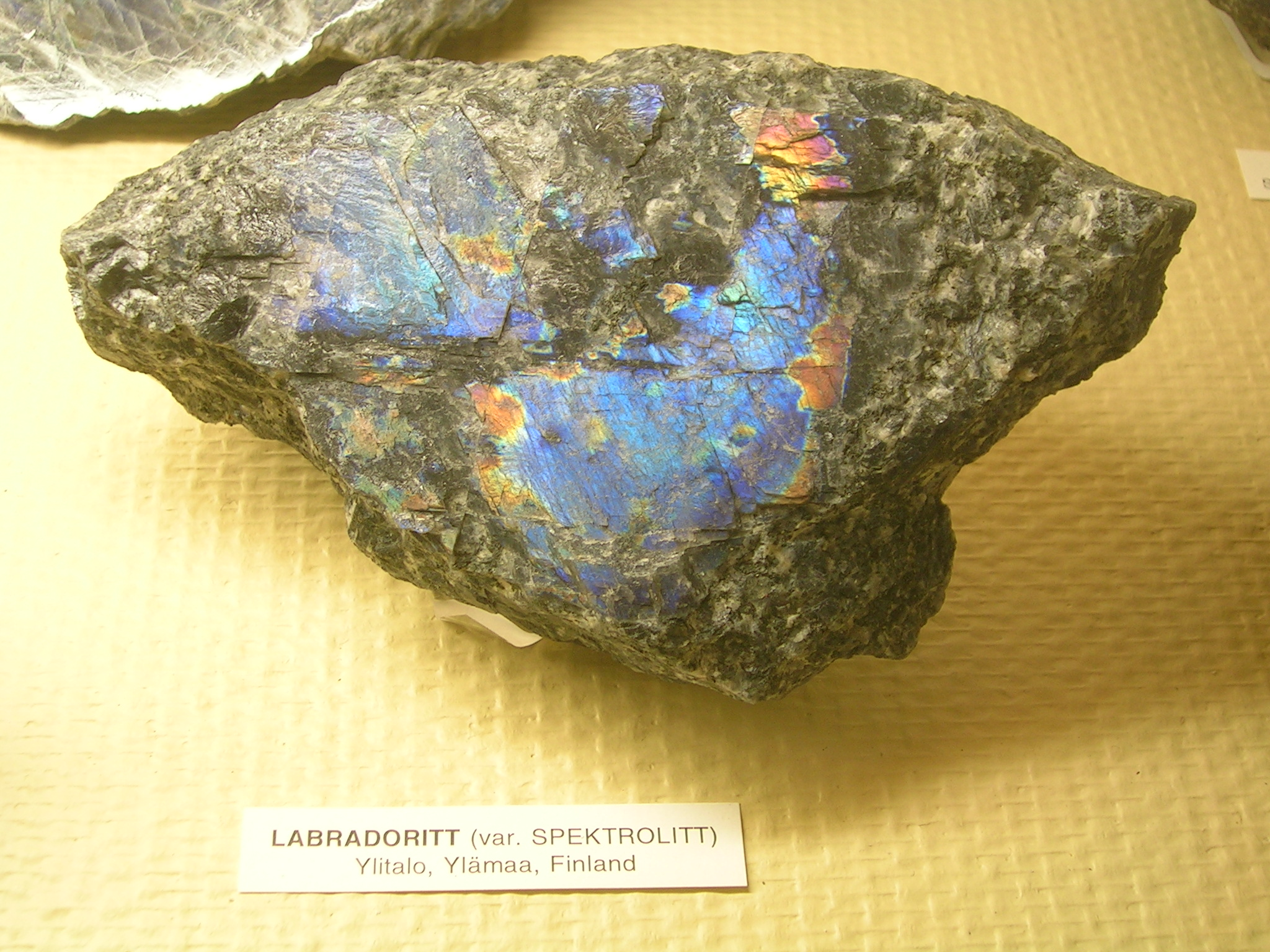
Labradorita, Ylämaa, Finlandia
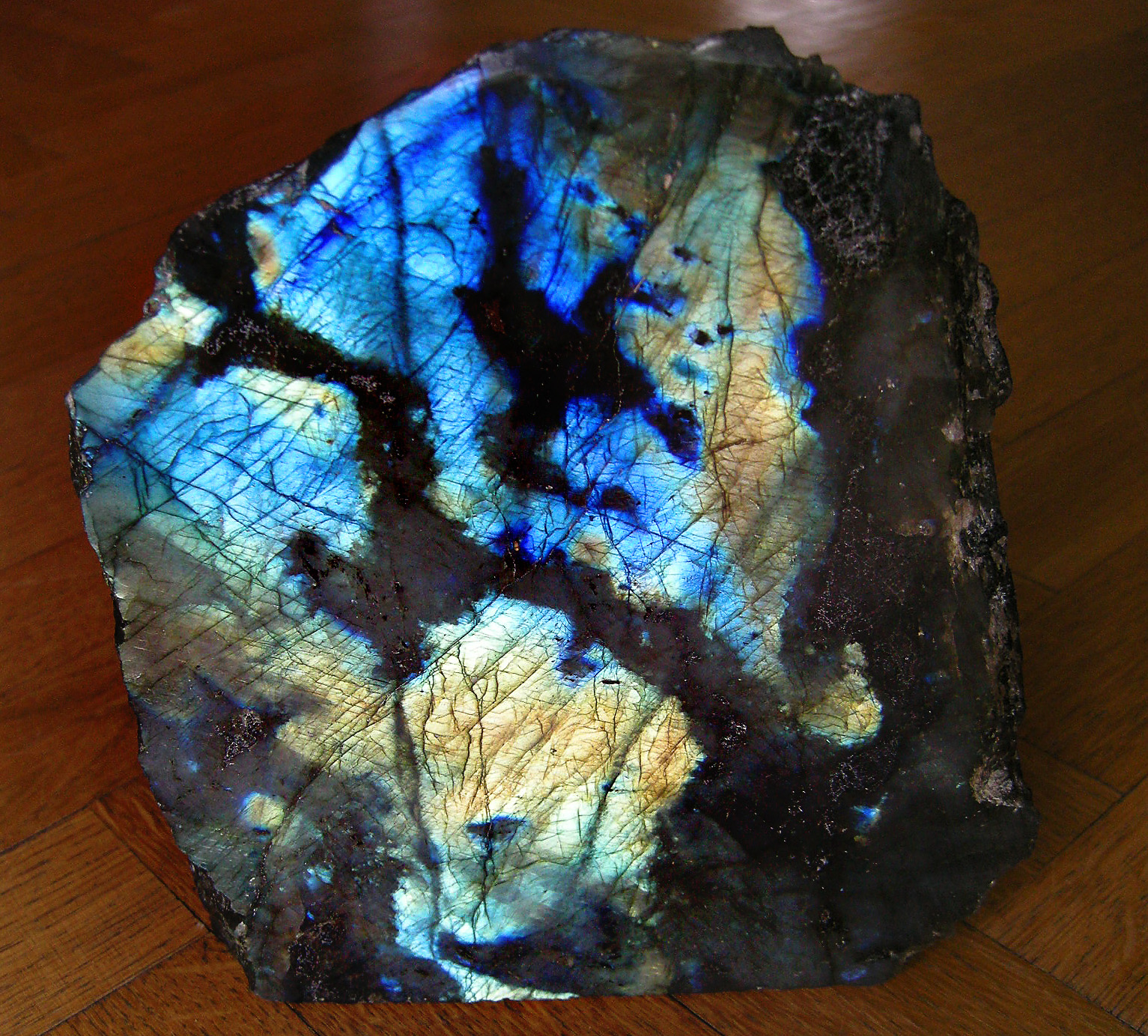
Labradorita pulida 18x20cm
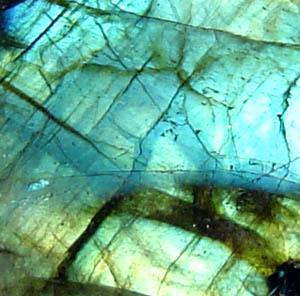
Detalle de Labradorita
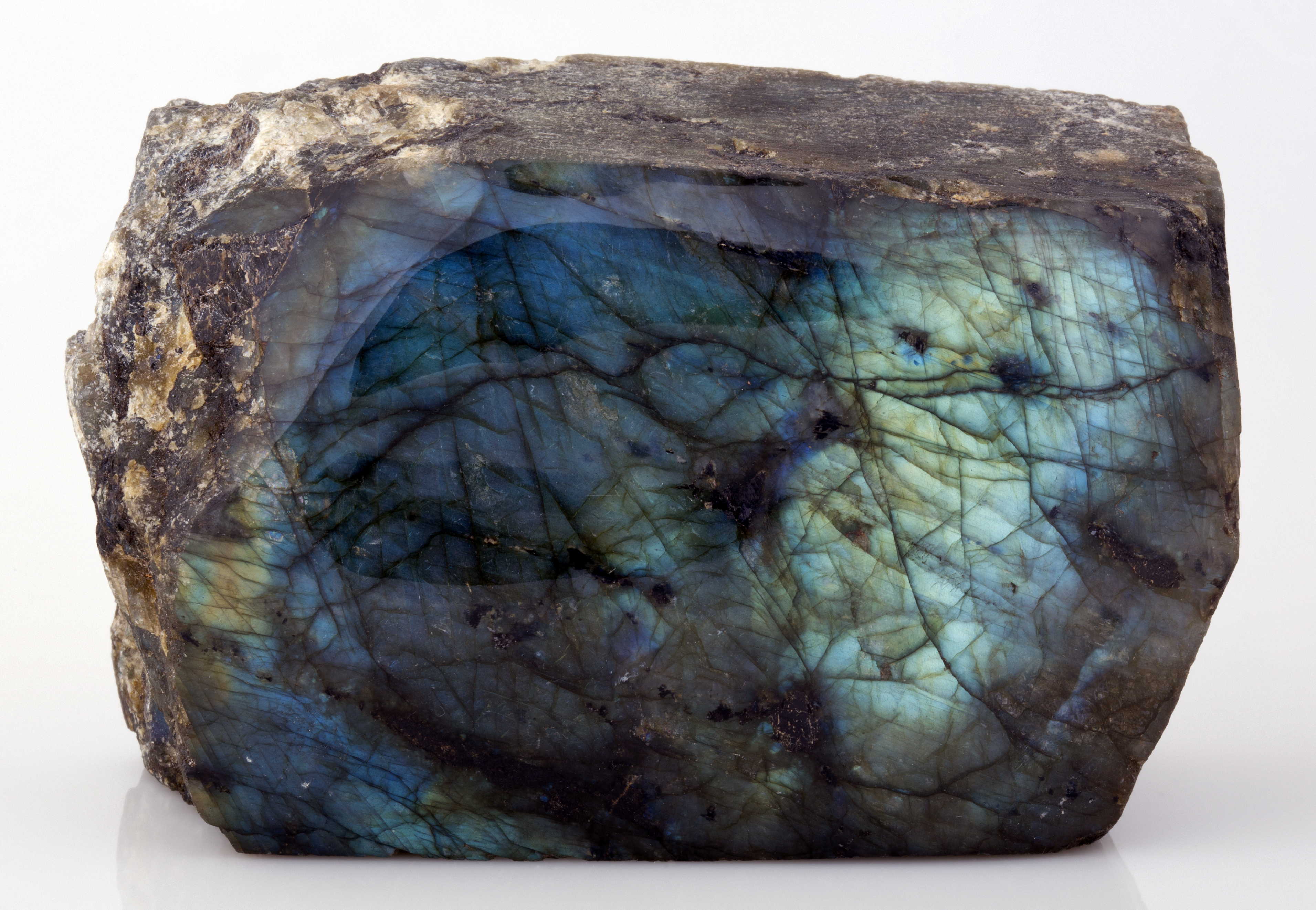
Labradorita pulida de las colecciones del UCL Geology
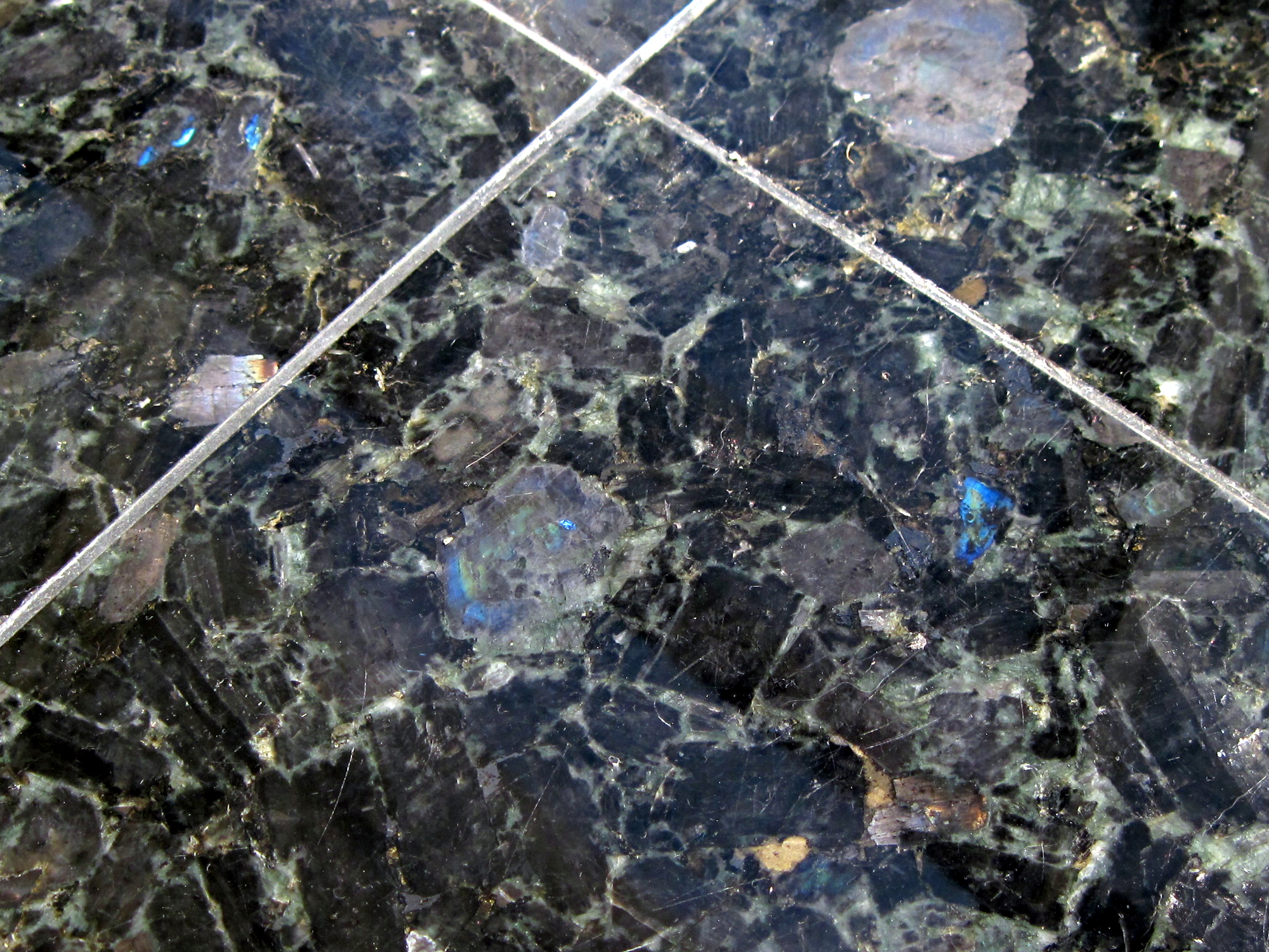
Losas de labradorita usadas como baldosas
Labradorita sobre un diagrama de fase de feldespato
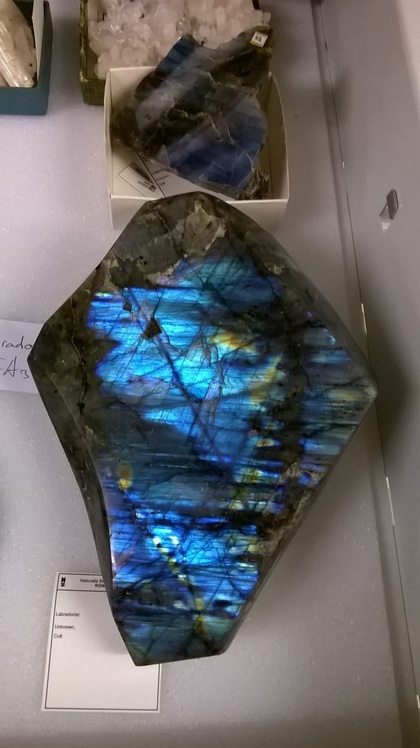
Labradorita, espécimen de museo
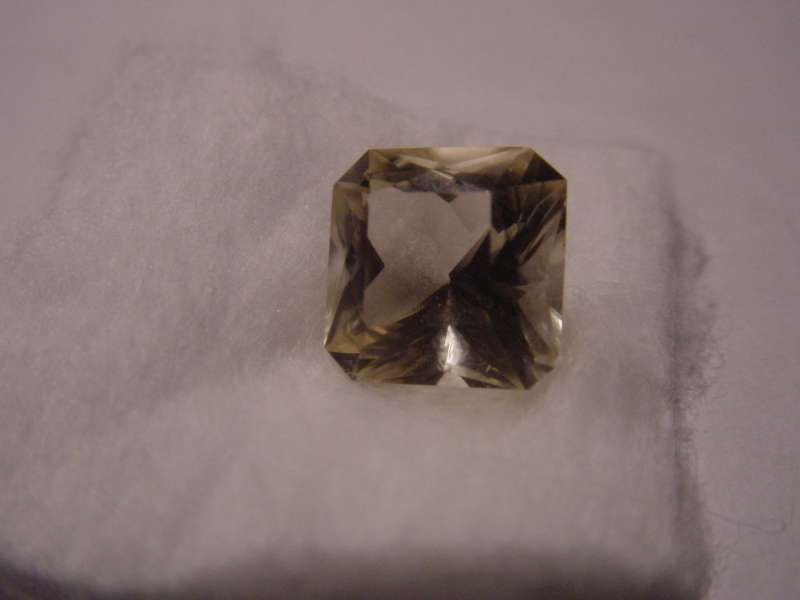
Labradorita (9 quilates)